# Miljan Mrdaković
Miljan Mrdakovic (Nis, 6 de maio de 1982 – 22 de maio de 2020) foi um futebolista sérvio.

## Carreira
Mrdakovic representou a Seleção Sérvia de Futebol, nas Olimpíadas de 2008.

## Morte
Na noite de 22 de maio de 2020, o futebolista cometeu suicídio em Belgrado.